# Lisiltransferasi
La lisiltransferasi è un enzima appartenente alla classe delle transferasi, che catalizza la seguente reazione:
L-lisil-tRNA + fosfatidilglicerolo ⇄ tRNA + 3-fosfatidil-1′-(3′-O-L-lisil)glicerolo